# 283. п. н. е.

## Догађаји
- Битка код језера Вадимо

## Смрти
- Птолемеј I Сотер
- Деметрије Полиоркет